# Pekinški metro
Pekinški metro (kin. 北京地铁, Běijīng dìtiě), sustav je brzog podzemno-nadzemnog gradskog prijevoza u Pekingu (Kina) i njegovoj okolici. Mreža se sastoji od 19 linija, 345 postaja i 574 km pruga, što ga čini drugim najvećim metro sustavom na svijetu, nakon šangajskog metroa. Pekinški metro je najposjećeniji metro na svijetu (prema podacima o godišnjem broju prevezenih putnika), kojim se 2016. godine prevezlo 3.66 milijardi ljudi. To daje podatak od oko 10 milijuna prevezenih putnika dnevno.
Pekinški metro je otvoren 1969. godine, te je najstariji metro sustav u Kini. Do 2002. godine na pekinškoj metro mreži postojale su samo 2 linije, a od te godine se sustav počeo brzo proširivati. Iako je danas drugi najveći metro sustav na svijetu, još uvijek ne može zadovoljiti potrebe javnog prijevoza u Pekingu. Pekinške prijevozne kompanije najavljuju proširivanje mreže na čak 999 km pruga do 2020. godine.
Zadnja nadogradnja metroa dogodila se 31. prosinca 2016. godine, kada je linija 16 produljena od Xiyuana do Beianhea. Trenutno se izgrađuju 6 nove, potpuno automatizirane linije, sveukupne duljine 300 km. Ovaj potez će stvoriti najdulju potpunu automatiziranu podzemnu željeznicu na svijetu.